# Scheinfüßchen

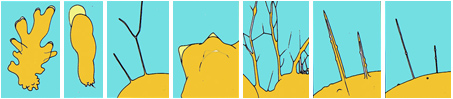
Formen von Scheinfüßchen, von links:
polypodiale Lobopodien, monopodiale Lobopodien, Filopodien, Lamellipodien, Retikulopodien, verjüngte Axopodien, nicht-verjüngte Axopodien

Scheinfüßchen oder Pseudopodien (Singular Pseudopodium) sind Plasmaausstülpungen eukaryotischer Zellen. Bei Protisten sind sie morphologisch sehr vielfältig und erfüllen zahlreiche Funktionen insbesondere bei Bewegung und Stoffwechsel. Auch bei Gewebetieren besitzen sie große Bedeutung bei der Zellmigration.

## Formen von Scheinfüßchen
Im Wesentlichen können fünf Typen von Pseudopodien unterschieden werden: Lobopodien, Filopodien, Lamellipodien, Retikulopodien und Axopodien.

### Lobopodien

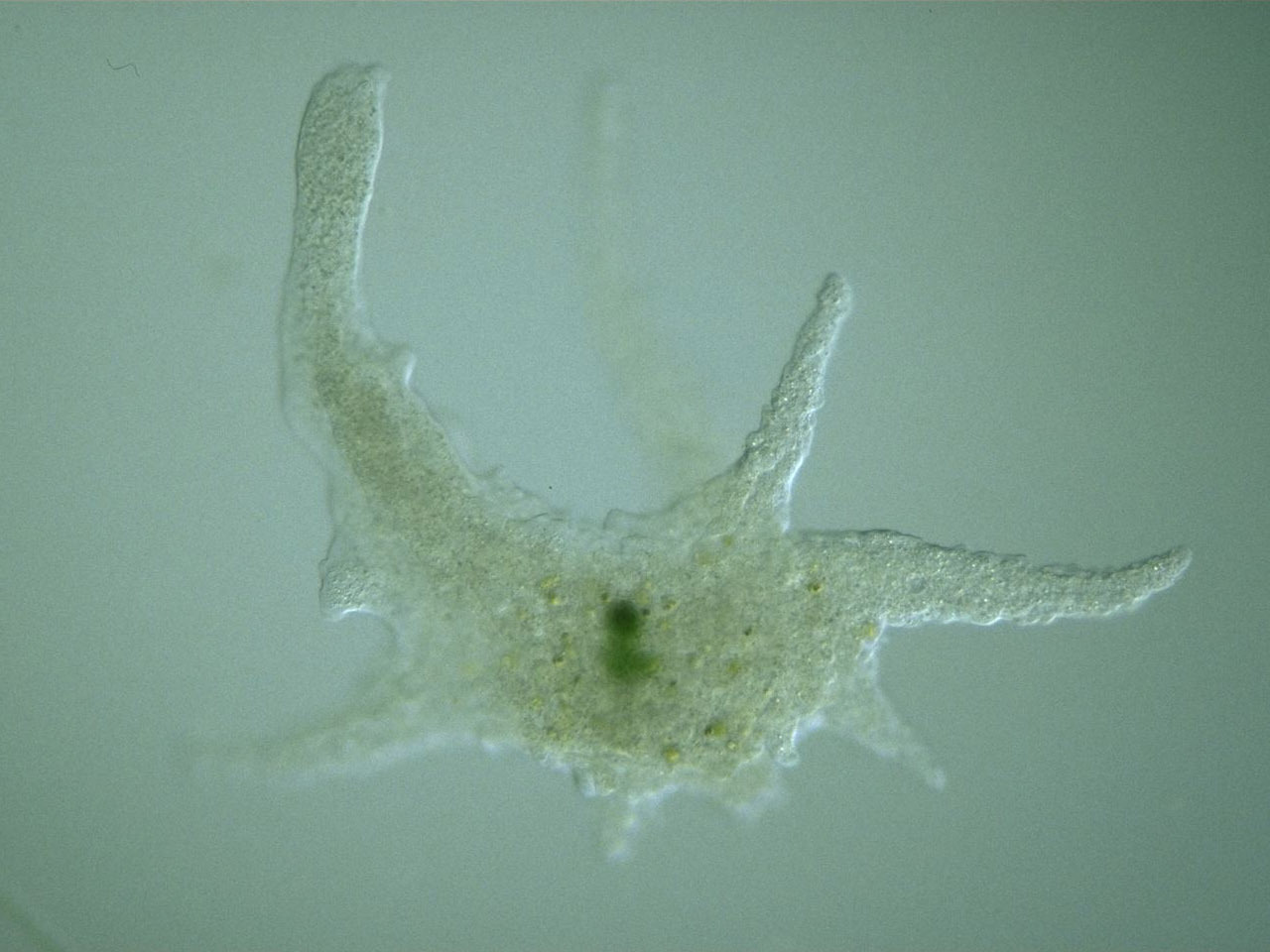
Polypodiale Lobopodien bei Chaos carolinense

Lobopodien finden sich insbesondere bei Amoebozoa. Sie laufen spitz zu oder sind röhren-, zungen- oder fingerförmig und können ihre Gestalt sehr schnell verändern. In ihrem Inneren strömt das Plasma sehr schnell. Sie werden entweder einzeln (monopodiale Arten) oder in größerer Zahl (polypodiale Arten) gebildet. Lobopodien dienen insbesondere der Bewegung.

### Filopodien
Filopodien finden sich u. a. bei Strahlentierchen (Radiolaria) und sind fadenförmige Ausstülpungen der Zelle, in der Regel gerade, gelegentlich auch gebogen, selten schwach verzweigt. Ein Axonem aus Mikrotubuli fehlt. In Makrophagen agieren Filopodien als Fangarme, die gebundene Objekte zur Zelle ziehen, um sie sich per Phagozytose einzuverleiben.

### Lamellipodien
Lamellipodien (gelegentliche Schreibvariante: Lamellopodien) sind sehr flach und breit angelegte Zellfortsätze, die sich z. B. bei einigen Aconchulina finden.

### Retikulopodien

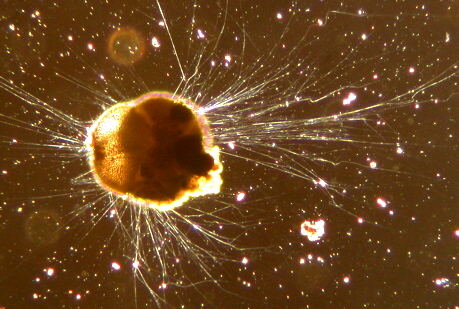
Ammonia tepida mit Retikulopodien

Retikulopodien sind Sonderformen der Pseudopodien, die ausschließlich bei Foraminiferen als Einzeller mit vorwiegend stationärer Lebensweise zu finden sind.
Die Scheinfüßchen verzweigen sich und können auch wieder miteinander verschmelzen. So bilden sie umfangreiche Netzwerke (pseudopodiale Netzwerke), die dem Beutefang, der Fortbewegung, dem Transport von Organellen innerhalb der Zelle sowie der Verankerung im Untergrund dienen. Retikulopodien weisen stets Körnchenströmung und innere Mikrotubuli auf.

### Axopodien

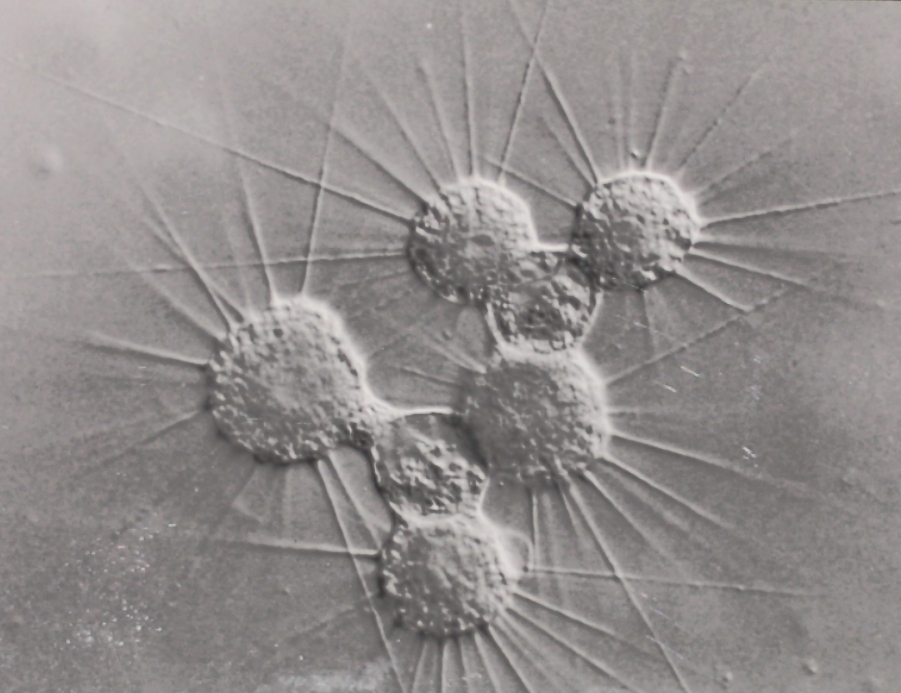
Sonnentierchen mit strahlenförmigen Axopodien

Axopodien, manchmal auch Actinopodien genannt, finden sich unter anderem bei Sonnentierchen und Strahlentierchen und sind besonders lange und gerade Zellfortsätze mit einem Axonem aus spiralförmig angeordneten Mikrotubuli. Sie dienen sowohl dem Fang von Beute als auch der Vergrößerung des Wasserwiderstandes, um ein Absinken zu verlangsamen.

## Zelluläre Abläufe bei der Bildung von Pseudopodien
Am Beispiel der Amöben sollen die zellulären Abläufe verdeutlicht werden: Amöben besitzen ein äußeres, hyalines Ektoplasma, welches im Gel-Zustand vorliegt, und ein inneres granuläres Endoplasma, welches im Sol-Zustand vorliegt. In der Grenzschicht zwischen Endoplasma und Ektoplasma befinden sich Actin- und Myosinfilamente, deren Aneinandergleiten und -haften ähnlich wie beim Kontrahieren und Erschlaffen von Muskelzellen zu einer Steifheit des betroffenen Bereiches führt. Ein Actinbindungsprotein (ABP) verknüpft Actin zu einem gelartigen Netz. Steigt nun der Calciumgehalt, so wird Gelsolin frei, welches die Actinfilamente zerlegt. Dies hat zur Folge, dass in dem Wirkungsbereich des Gelsolin das Ektoplasma in den Sol-Zustand übergeht und somit verschwindet (Aggregatzustandswechsel). Die Actin-Myosin-Interaktion wird an der Stelle aufgelöst. Am gegenüberliegenden Ende, dem physiologischen Ende (Uroid) der Zelle, bleibt diese Interaktion bestehen und kontrahiert. Dadurch wird das Endoplasma verdrängt und strömt nach vorne, wo kein Ektoplasma, also keine gelartige Hülle mehr vorhanden ist. Das Endoplasma kann also in diesem Bereich das Actin-Myosin-Netz passieren, nicht aber die granulären Einschlüsse und Zellorganellen. Diese Plasmaströmung führt zum Einziehen von Pseudopodien am Uroid. Dadurch kommt es zur Faltenbildung der Zellmembran und zur Bildung von neuen Pseudopodien am Vorderende durch Ausstülpung der Zellmembran. Die Pseudopodien verschwinden erst wieder, wenn das ABP die Actinfilamente wieder aufbaut.